# シグナルヒルの戦い
シグナルヒルの戦い（シグナルヒルのたたかい、英語: Battle of Signal Hill）は、フレンチ・インディアン戦争の最後の戦いとなった、ニューファンドランド島セントジョンズ郊外のシグナルヒルで行われた規模の小さな戦闘である。イギリス陸軍中佐のウィリアム・アマースト指揮の下、長期にわたり包囲戦を続けていたフランス軍に、イギリス軍が奇襲をかけて陥落させた。

## 概要
1762年までの8年間、イギリスとフランスは、ヨーロッパと北アメリカで戦いを続けて来ていた。オーストリア継承戦争の後、オハイオの防御を強化したことで、ニューイングランド植民地からの反発を招き、これがフレンチ・インディアン戦争の原因となった。北アメリカでの英仏対決はその後激しさを増し、1759年には、ヌーベルフランス植民地の中心都市であるケベックが、イギリス軍により陥落した。しかし、ここに来て、両軍とも和平協定を検討するようになっていた。
イギリス軍が長期にわたり、フランス植民地沿岸で海上封鎖を行っていたのが、フランス本国の経済には打撃となっていた。また、各地のフランス植民地への、海軍の支援も不可能となり、多くのフランス艦が相手に拿捕されていた。海軍を建て直すためにも、戦闘をいったん打ち切って、和平交渉を実現させたうえで、ニューファンドランド奪回の遠征をするべきであるという考えがフランスにあった。ニューファンドランドは、英仏両国、そして、南欧にとっても経済活動の要であり、三角貿易の拠点であった。特に、ニューイングランドとイギリス本国には不可欠な存在であった。そんな折、シャルル＝アンリ＝ルイ・ダルザック・ド・テルネ指揮下の小艦隊がブレストを抜け出し、封鎖を潜り抜けて大西洋へと向かった。
1762年6月27日、伯爵ドーソンヴィユの指揮下にあるフランス軍が、イギリス軍にセントジョンズの開城を迫った。その後数週間、ドーソンヴィユはテルネのもとで、ニューファンドランドでのフランスの地位を固めて行った。シグナルヒル周辺の大砲装備と、前哨とによる防御手段は、周辺地域を支配するうえで不可欠だった。

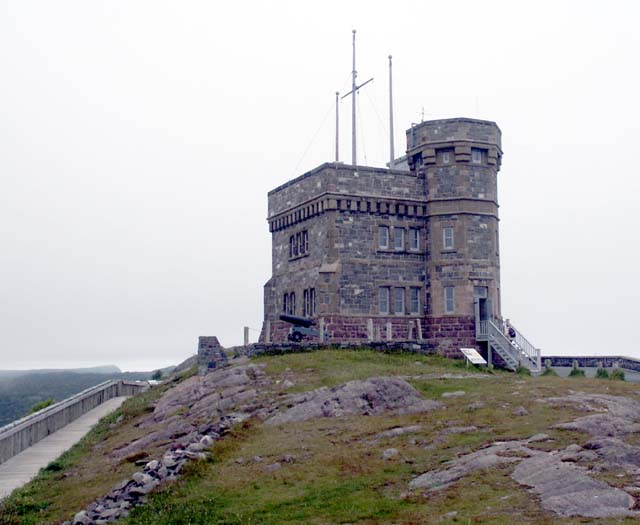
カボット・タワーがそびえる
現在のシグナルヒル

9月13日、セントジョンズから数キロ北にあるトーベイにイギリス軍が上陸した。テルネとドーソンヴィユはイギリスの前進を阻むことができず、防御のため、分遣隊をシグナルヒルの無防備な頂上に送り込んだ。
9月15日の明け方、フランスが占領していたシグナルヒルをイギリス軍が登って行った。これはフランスには予想外であり、交戦は短いながらも致命的なものだった。フランス分遣隊の指揮官であるギョーム・ド・ベルコンブは重傷を負った。イギリスの方は、アマーストの士官である、マクドネルの脚を銃弾が砕いた。フランスは、シグナルヒルから軍を撤退させた。
戦闘が終わり、シグナルヒルはイギリスの手に落ちた。この冒険的な戦いが功を奏して、3日後、イギリスは、セントジョンズをフランス軍から取り返した。

## 書誌情報
- Georges Cerbelaud-Salagnac, La reprise de Terre-Neuve par les Français en 1762, revue française d'histoire d'outre-mer, tome LXIII, 1976, numéro 231
- Major Evan W. H. Fyers, The Loss and Recapture of St.John's, Newfoundland, in 1762, Army Historical Research, Volume XI, 1932
- André de Visme, Terre-Neuve 1762 : Dernier combat aux portes de la Nouvelle-France, Montréal, 2005, ISBN 2-9808847-0-7

座標: 北緯47度34分11秒 西経52度40分55秒 / 北緯47.56972度 西経52.68194度